# Turbonilla powhatani
Turbonilla powhatani is een slakkensoort uit de familie van de Pyramidellidae. De wetenschappelijke naam van de soort is voor het eerst geldig gepubliceerd in 1914 door John B. Henderson en Paul Bartsch.
De soort werd opgevist bij Chincoteague in de Amerikaanse staat Virginia in juli 1913.
De soort is genoemd naar het stamhoofd van de Powhatan, tevens vader van de prinses Pocahontas. (Henderson en Bartsch noemden andere soorten die ze in de buurt ontdekten naar Pocahontas zelf en naar haar oom Toyatan (beter bekend als Opitchipan): Turbonilla pocahontasae en Turbonilla toyatani).